# Polska na Halowych Mistrzostwach Europy w Lekkoatletyce 1994
Polska na Halowych Mistrzostwach Europy w Lekkoatletyce 1994 – reprezentacja Polski podczas zawodów w Paryżu zdobyła trzy brązowe medale.

## Wyniki reprezentantów Polski

### Mężczyźni
- bieg na 1500 m
  - Michał Bartoszak odpadł w eliminacjach
- bieg na 60 m przez płotki
  - Tomasz Nagórka odpadł w półfinale
  - Piotr Wójcik odpadł w półfinale
- chód na 5000 m
  - Robert Korzeniowski odpadł w eliminacjach (dyskwalifikacja)

### Kobiety
- bieg na 1500 m
  - Małgorzata Rydz zajęła 3. miejsce
- bieg na 3000 m
  - Anna Brzezińska zajęła 3. miejsce
- chód na 3000 m
  - Katarzyna Radtke odpadła w eliminacjach (dyskwalifikacja)
- skok w dal
  - Agata Karczmarek zajęła 6. miejsce
- trójskok
  - Agnieszka Stańczyk zajęła 13. miejsce
  - Urszula Włodarczyk odpadła w kwalifikacjach
- pchnięcie kulą
  - Krystyna Danilczyk zajęła 6. miejsce
- pięciobój
  - Urszula Włodarczyk zajęła 3. miejsce
  - Maria Kamrowska-Nowak zajęła 7. miejsce